# 레안드루 길례이루
레안드루 마르케스 길례이루(포르투갈어: Leandro Marques Guilheiro, 1983년 8월 7일~)는 브라질의 전직 유도 선수이다. 2004년과 2008년 하계 올림픽 남자 라이트급에서 동메달을 획득했으며 세계 유도 선수권 대회에서 은메달 1개, 동메달 1개를 획득했다. 또한 팬아메리칸 게임에서 메달 2개, 팬아메리카 선수권 대회에서 메달 3개를 획득했다.